# شتوتوانگ
شتوتوانگ (به آلمانی: Stöttwang) یک شهر در آلمان است که در استالگوی واقع شده‌است.